# Hikone
Hikone (Japans: 彦根市, Hikone-shi) is een havenstad aan het Biwameer in de prefectuur Shiga in Japan. De oppervlakte van de stad is 98,15 km² en begin 2009 had de stad ruim 111.000 inwoners.

## Geschiedenis
Aan het einde van de 16e eeuw lag rond Hikone het slagveld voor de twee strijdende partijen in de feodale oorlog. Op 15 september 1600 werd de daimyo van Hikone verslagen en zijn kasteel verwoest. Enkele jaren later werd een nieuw kasteel gebouwd met instemming van het Tokugawa-shogunaat.
In de Edoperiode lagen de halteplaatsen Toriimoto en Takamiya van de Nakasendō in het het huidige Hikone.
Hikone werd op 11 februari 1937 erkend als stad (shi) na de samenvoeging van de gelijknamige gemeente met de dorpen Aonami (青波村, Aonami-mura), Chimoto (千本村, Chimoto-mura), Fukumitsu (福満村, Fukumitsu-mura), Matsubara (松原村, Matsubara-mura) en Kitaaoyagi (北青柳村, Kita'aoyagi-mura).
Latere uitbreidingen:
- 10 juni 1942 met de dorpen Isoda (磯田村, Isoda-mura) en Minamiaoyagi (南青柳村, Minamiaoyagi-mura),
- 1 april 1950 met het dorp Hinatsu (日夏村, Hinatsu-mura),
- 1 april 1952 met het dorp Toriimoto (鳥居本村, Toriimoto-mura),
- 30 september 1956 met de dorpen Kameyama (亀山村, Kameyama-mura) en Kawase (河瀬村, Kawase-mura),
- 3 april 1957 met de gemeente Takamiya (高宮町, Takamiya-chō),
- 1 april 1968 met de gemeente Inae (稲枝町, Inae-chō).

## Bezienswaardigheden

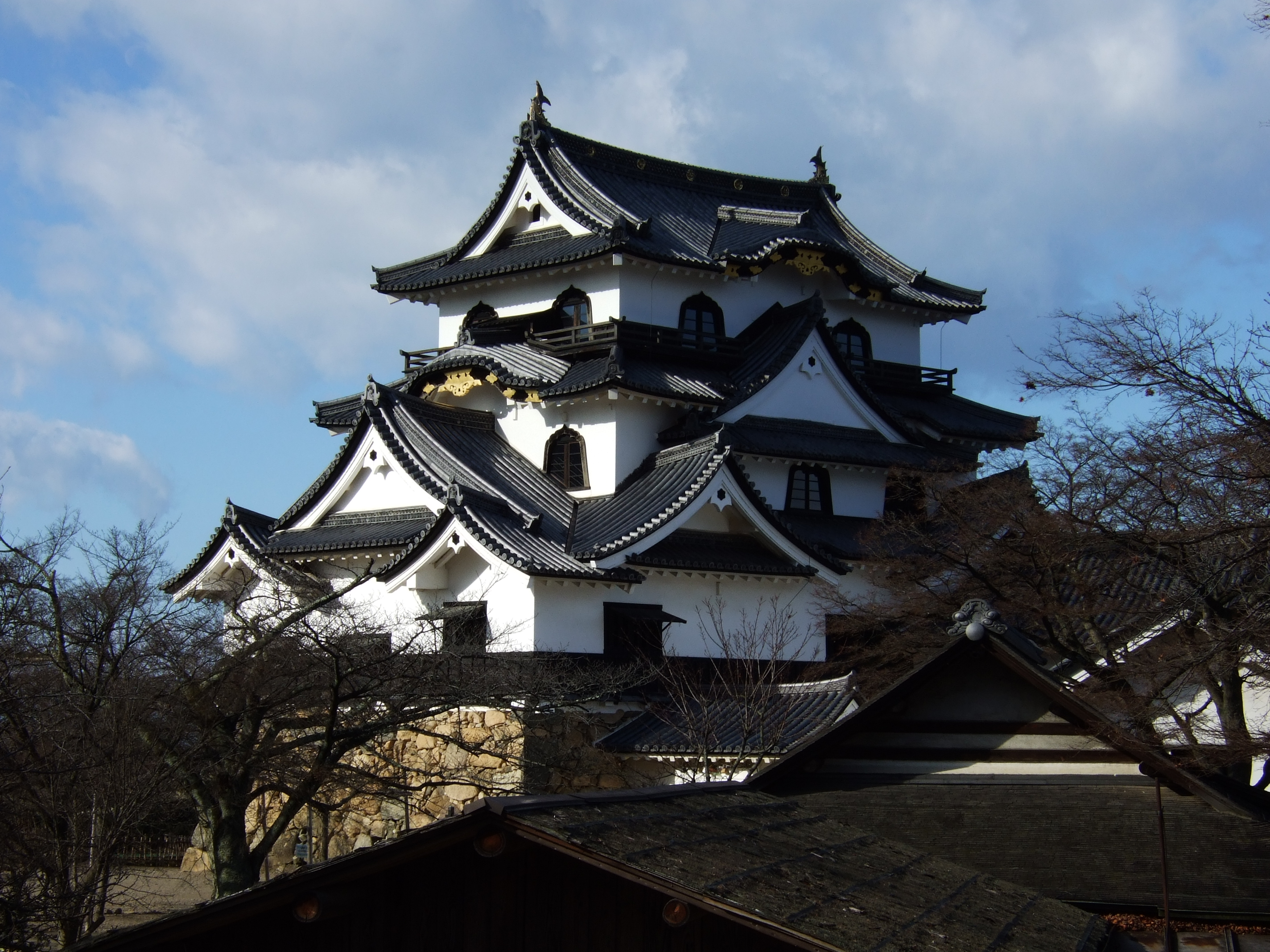
De burcht Hikone

- De burcht Hikone (彦根城, Hikone-jō), gebouwd in 1603 en sinds 1952 nationaal erfgoed. Huisvest een historisch museum.
- Genkyu-tuin (玄宮園, Genkyū-en) is een van de beroemde tuinen in Shiga.
- Rakuraku-tuin (楽々園, Rakuraku-en) is ook een van de beroemde tuinen in Shiga.
- Ryotanji, een tempel op de helling van de Sawayama heuvel.

## Economie
Van oorsprong is Hikone een landbouwgebied. In zuidelijk Hikone zijn nog steeds grote rijstvelden te vinden. Nieuwe landbouwproducten komen aan het eind van de 20e eeuw: peren en groenten.
Sinds eind jaren zestig groeit de industrie in Hikone. De drie belangrijkste producten zijn butsudan (boeddhistische altaren), kleppen en ventielen, en kleding. Later volgden nieuwere industrieën zoals productie van (auto)banden, aluminium en elektriciteit.

## Verkeer
Hikone ligt aan de Tōkaidō-hoofdlijn van de West Japan Railway Company (dit deel van de hoofdlijn wordt ook wel Biwako-lijn genoemd) van de West Japan Railway Company en aan de hoofdlijn van de Ōmi Spoorwegen.
Hikone ligt aan de Meishin-autosnelweg en aan autoweg 8.

## Stedenband
Hikone heeft een stedenband met
- Ann Arbor, Verenigde Staten
- Xiangtan, China, sinds 1991

## Aangrenzende steden
- Maibara
- Higashiomi

## Geboren in Hikone
- Oniroku Dan (団鬼六, Dan Oniroku), schrijver (veel verfilmd)
- Yoshihide Fukao (深尾 吉英, Fukao Yoshihide), volleybalspeler